# Константин Крачолов
Константин Пеев Крачолов е български революционер, деец на Вътрешната македоно-одринска революционна организация.

## Биография
Константин Крачолов е роден през 1884 година в Чирпан. Първи братовчед е на поета и революционер Пейо Яворов. Присъединява се към ВМОРО и става четник при Панчо Константинов и участва в сражението при връх Китка през Илинденско-преображенското въстание от юли 1903 година. След това е четник при Евстатий Шкорнов в Ресенско.
По-късно е самостоятелен войвода в Ресенско. Ранен е тежко и се самоубива на 1 май 1906 година в сражение с турски аскер край Вълкодери. За него се пее и в народната песен „Се зададе темен облак“.